# Aphaenogaster picea
Aphaenogaster picea é uma espécie de inseto do gênero Aphaenogaster, pertencente à família Formicidae.
Além da subespécie padrão (Aphaenogaster picea picea), possui também a subespécie Aphaenogaster picea rudis, descrita por Enzmann em 1947.